# 訃報 2010年4月
訃報 2010年4月（ふほう 2010ねん4がつ）では、2010年4月中に物故した、又は物故が報じられた人物についてまとめる。

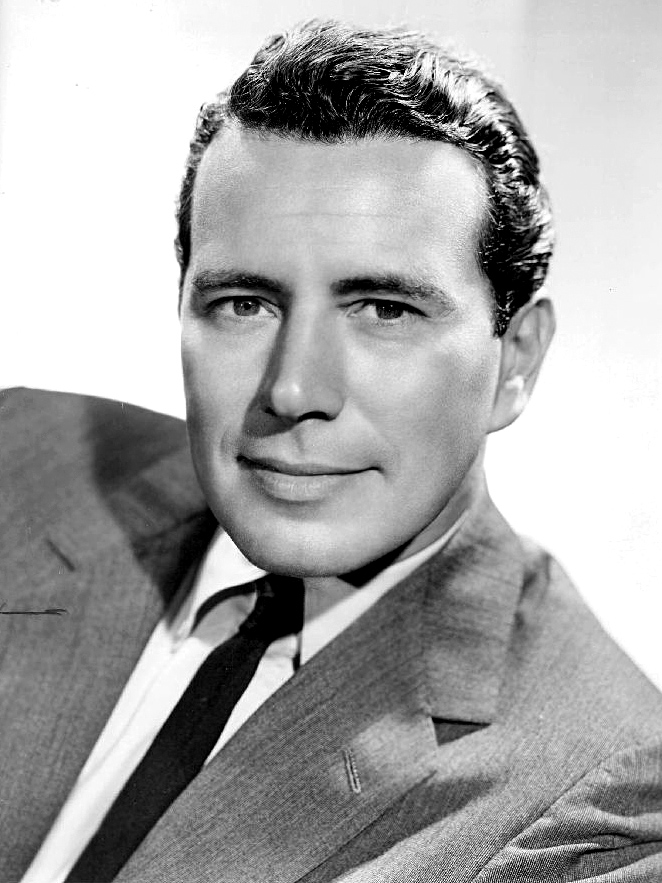
ジョン・フォーサイス／4月1日没

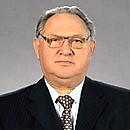
ユーリ・マスリュコフ／4月1日没

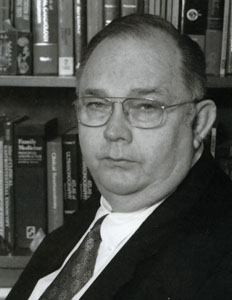
エド・ロバーツ／4月1日没

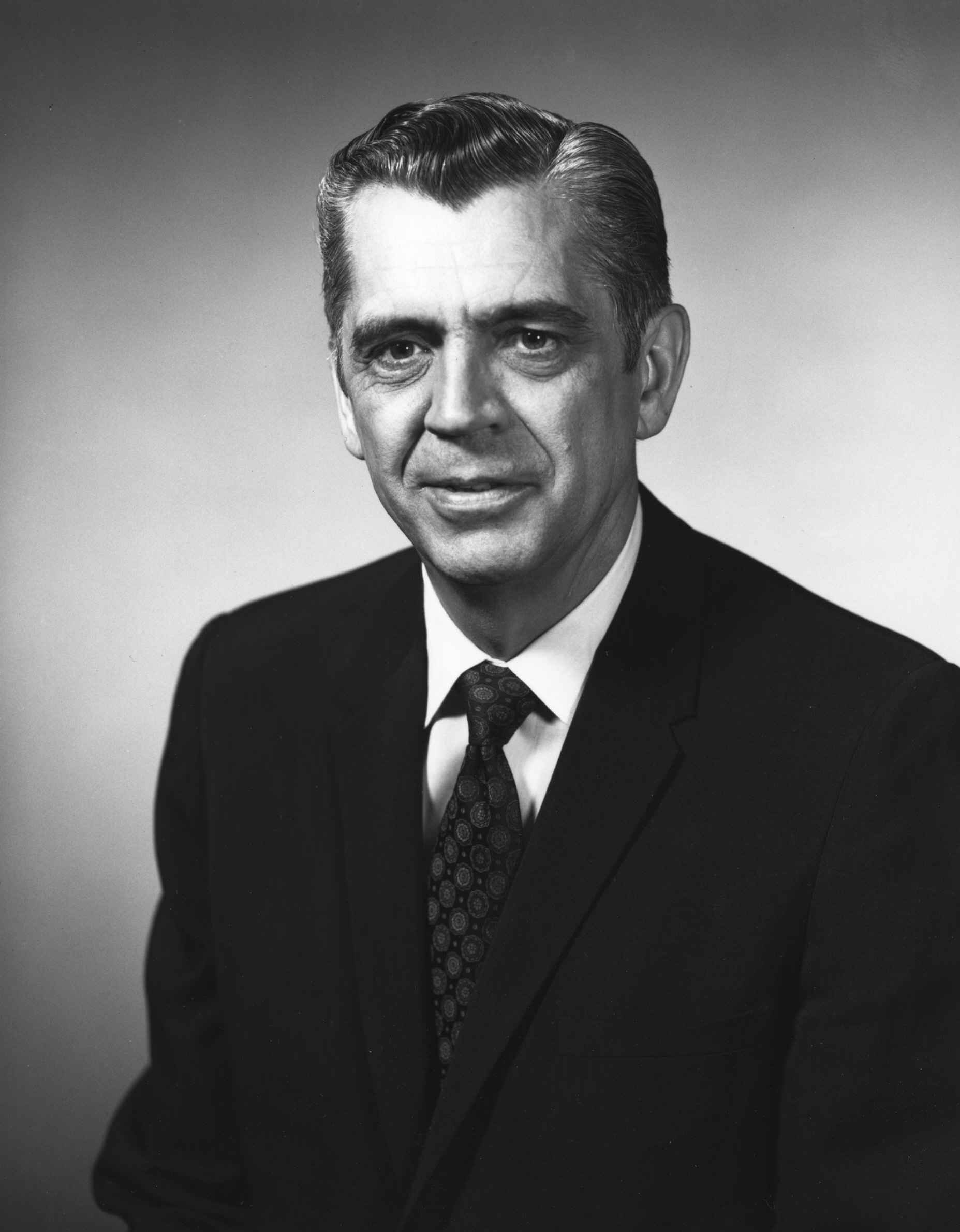
クリフォード・モリス・ハーディン／4月4日没

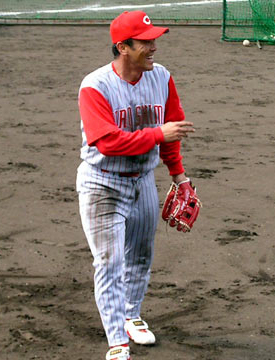
木村拓也／4月7日没

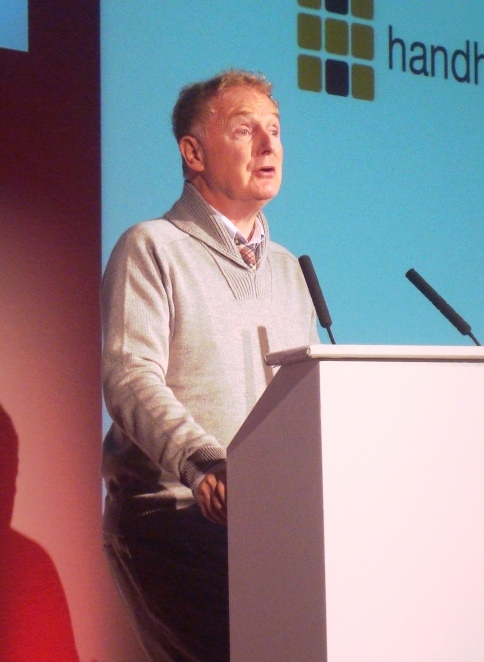
マルコム・マクラーレン／4月8日没

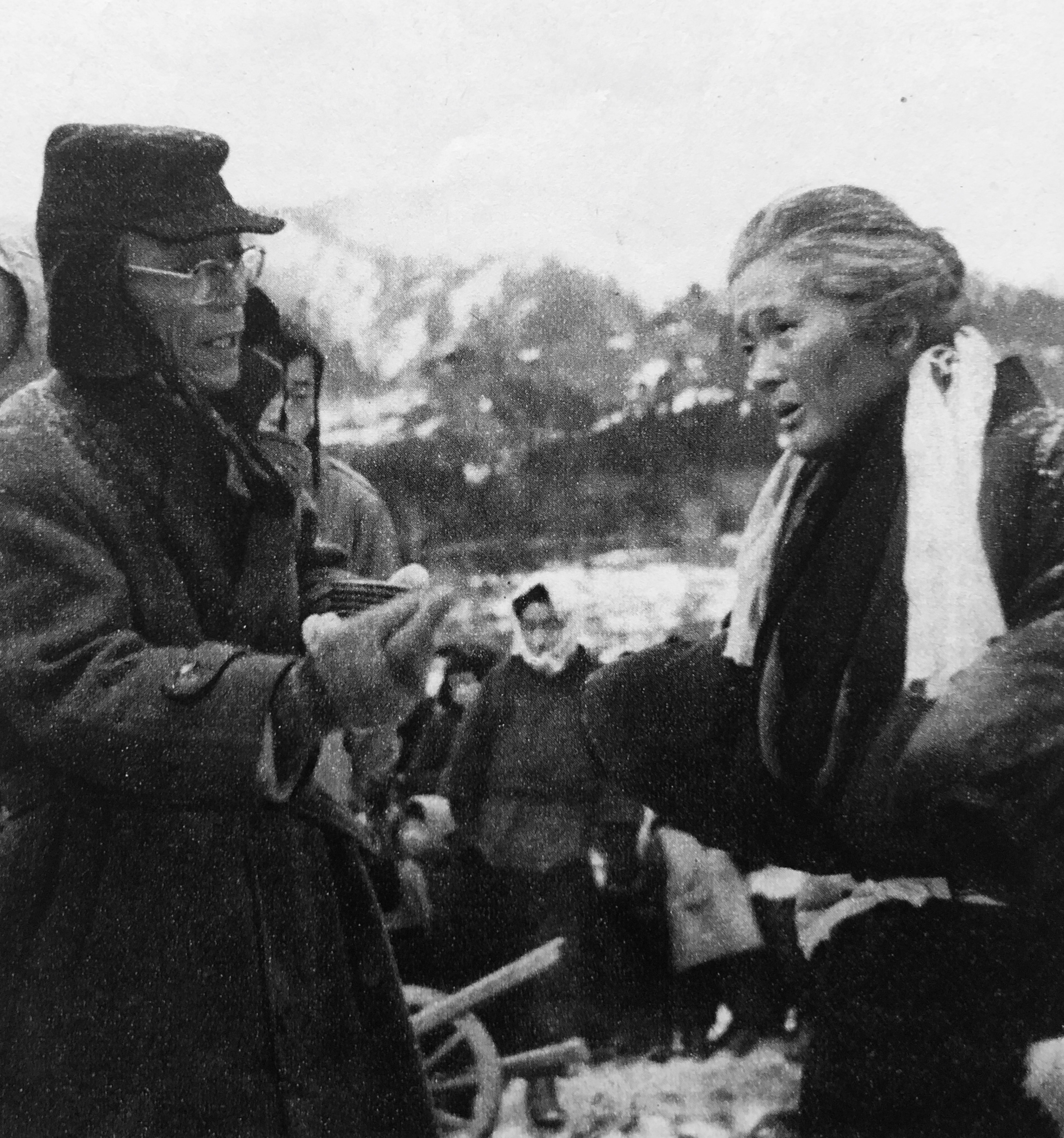
北林谷栄（右）／4月27日没

## （1日 - 15日）
- 4月1日 - ジョン・フォーサイス[1]、アメリカ合衆国の俳優（* 1918年)
- 4月1日 - レク・ナナ(Lek Nana[要出典])、タイ王国の政治家（* 1924年)
- 4月1日 - モラグ・ビートン(Morag Beaton[要出典])、オーストラリアのオペラ歌手（* 1926年)
- 4月1日 - ザンニス・ザンネタキス、ギリシャの政治家、元首相（* 1927年)
- 4月1日 - 第28代木村庄之助、元大相撲立行司（* 1928年)
- 4月1日 - 行平次雄、日本の実業家、元山一證券会長・社長（* 1931年)
- 4月1日 - ユーリ・マスリュコフ、ロシア・旧ソ連の政治家、元第1副首相（* 1937年)
- 4月1日 - エド・ロバーツ(Ed Roberts)、アメリカ合衆国のコンピュータ開発者・技術者（* 1941年)
- 4月2日 - ウィリアム・スルヤジャヤ(William Soerjadjaja)、マレーシア出身のインドネシアの企業家、アストラ・インターナショナル (Astra International)創業者（* 1922年)
- 4月2日 - マイク・ゼリン(Mike Zwerin)、アメリカ合衆国のジャズミュージシャン（* 1930年)
- 4月2日 - ソニア・マクマホン(Sonia McMahon)、オーストラリアの篤志家、ウィリアム・マクマホン夫人（* 1932年)
- 4月2日 - 宇梶輝良、日本の教育者、國學院大學前理事長（* 1932年)
- 4月2日 - 山内鉄也、日本の映画監督（* 1934年)
- 4月2日 - マイク・クェイヤー、キューバ出身のMLB、ボルチモア・オリオールズの元投手（* 1937年)
- 4月2日 - クリス・キャニオン(Chris Kanyon)、アメリカ合衆国のプロレスラー（* 1970年)
- 4月3日 - ユージン・テレブランシュ、南アフリカ共和国の政治家（* 1941年)
- 4月3日 - 杉野隆、日本の電子工学者、大阪大学教授（* 1949年)
- 4月3日 -  渡邉泰憲、日本の元ラグビー選手【東芝ブレイブルーパス所属】、元ラグビー日本代表選手（* 1974年)
- 4月3日 - 中川茂一、日本の元競輪選手（* 1938年)
- 4月4日 - クリフォード・モリス・ハーディン、アメリカ合衆国の政治家、第17代アメリカ合衆国農務長官（* 1915年)
- 4月4日 - 鍋谷鐵巳、日本の元体操選手、ローマオリンピック日本代表選手（* 1929年)
- 4月4日 - 藤井黎、日本の政治家、第29-31代宮城県仙台市長（* 1930年)
- 4月4日 - 奥山かずお、児童文学作家[2][3]（* 1939年)
- 4月4日 - 王江民(王江民)、中華人民共和国のIT技術者（* 1951年)
- 4月4日 - 佐藤史生、日本の漫画家（* 1952年)
- 4月5日 - ヴィタリー・セバスチャノフ、ソビエト連邦の宇宙飛行士（* 1935年)
- 4月6日 - 西河克己、日本の映画監督（* 1918年)
- 4月6日 - アナトリー・ドブルイニン、ソビエト連邦の外交官、元アメリカ合衆国駐箚ソビエト連邦特命全権大使（* 1919年)
- 4月6日 - ウイルマ・マンキラー(Wilma Mankiller)、アメリカ合衆国の作家（* 1945年)
- 4月7日 - ジョージ・ニッセン、アメリカ合衆国の元体操選手、トランポリン考案者（* 1914年)
- 4月7日 - クリストファー・カジノブ(Christopher Cazenove)、イギリスの映画俳優（* 1945年)
- 4月7日 - 木村拓也、日本の元プロ野球選手、野球指導者【読売ジャイアンツ一軍内野守備走塁コーチ、日本ハムファイターズ、広島東洋カープ、読売ジャイアンツ所属選手】（* 1972年)
- 4月8日 - アベル・ムゾレワ(Abel Muzorewa)、ジンバブエの政治家、元同国大統領（* 1925年)
- 4月8日 - 吉川英司、日本の実業家、テレビ新広島元会長（* 1929年)
- 4月8日 - ジャン＝ポール・プルースト(Jean-Paul Proust)[4]、モナコ公国の政治家、同国国務大臣（* 1940年)
- 4月8日 - マルコム・マクラーレン、イギリスのミュージシャン、ニューヨーク・ドールズ/セックス・ピストルズのマネージャー（* 1946年)
- 4月8日 - ジェームズ・オーブリー(James Aubrey)、イギリスの映画俳優（* 1947年)
- 4月9日 - 増原建二、日本の整形外科医師、奈良県立医科大学名誉教授（* 1923年)
- 4月9日 - 中川菊司、日本の歌人（* 1927年)
- 4月9日 - ばばこういち、日本のジャーナリスト（* 1933年)
- 4月9日 - 井上ひさし、日本の小説家・劇作家（* 1934年)
- 4月10日 - 山崎一雄、日本の無機化学者、名古屋大学名誉教授（* 1911年)
- 4月10日 - アーサー・マーカンテ・シニア(Arthur Mercante, Sr.)、アメリカ合衆国のプロボクシング審判員（* 1920年)
- 4月10日 - 坊城俊厚、日本の俳人（* 1921年)
- 4月10日 - ディキシー・カーター(Dixie Carter)、アメリカ合衆国の女優（* 1939年)
- 4月10日 - 村本博之、日本のジャーナリスト（* 1966年)
- 4月10日（ポーランド空軍Tu-154墜落事故による犠牲者）
  - リシャルト・カチョロフスキ、ポーランドの政治家、元ポーランド亡命政府大統領（* 1919年)
  - マリア・カチンスカ、ポーランドの大統領夫人（* 1943年)
  - ピオトル・ヌロフスキ(Piotr Nurowski) 、ポーランドのスポーツ指導者、ポーランドオリンピック委員会(pl:Polski Komitet Olimpijski)委員長（* 1945年)
  - ルィシャルト・ルミャネク（Ryszard Rumianek）、ステファン・ヴィシンスキ大学（Cardinal Stefan Wyszyński University）総長（* 1947年)
  - レフ・カチンスキ、ポーランドの政治家、ポーランド共和国大統領（* 1949年)
  - ブロニスワフ・クフャトコフスキ（Bronisław Kwiatkowski）ポーランドの軍人、陸軍中将、ポーランド軍作戦指揮コマンド司令官（* 1950年)
  - フランチシェク・ゴンゴル（Franciszek Gągor）、ポーランドの軍人、陸軍大将、ポーランド軍参謀総長（* 1951年)
  - スタニスワフ・コモロフスキ （Stanisław Komorowski）ポーランドの外交官、ポーランド国防省次官（* 1953年)
  - カジミェシュ・ギラルスキ（Kazimierz Gilarski、ポーランドの軍人、陸軍准将ワルシャワ駐屯地司令官（* 1955年)
  - ヴウォジミエシュ・ポタシンスキ（Major General Włodzimierz Potasiński）ポーランドの軍人、少将、ポーランド軍特殊部隊司令官（* 1956年)
  - ミロン、ポーランドの聖職者、ポーランド正教会大主教（* 1957年)
  - アンジェイ・カルヴェタ（Andrzej Karweta）ポーランドの軍人、海軍中将、ポーランド海軍総司令官（* 1958年)
  - マチェイ・プワジンスキ（Maciej Płażyński）ポーランドの政治家、ポーランドコミュニティ協会（Polish Community Association）代表（* 1958年)
  - タデウシュ・ブク（Tadeusz Buk）ポーランドの軍人、陸軍少将、ポーランド陸軍総司令官（* 1960年)
  - ヤヌシュ・クルティカ（Janusz Kurtyka）ポーランドの歴史家、国家記銘院長（* 1960年)
  - アンジェイ・クレメル （Andrzej Kremer）、ポーランドの弁護士、外交官、ポーランド外務省次官（* 1961年)
  - アンジェイ・ブワシク（Andrzej Błasik）ポーランドの軍人、空軍中将、ポーランド空軍総司令官（* 1962年)
  - アレクサンデル・シュチグウォ （Aleksander Szczygło）ポーランドの政治家、ポーランド国家安全保障局 （National Security Bureau）局長（* 1963年)
  - スワヴォミル・スクシペク(Slawomir Skrzypek) 、ポーランドの銀行家、ポーランド国立銀行総裁（* 1963年)
  - マリウシュ・ハンズリク （Mariusz Handzlik）、ポーランドの外交官、ポーランド大統領府国務次官（* 1965年）
  - トマシュ・メルタ （Tomasz Merta）ポーランドの弁護士、外交官、ポーランド文化国家遺産省 （Ministry of Culture and National Heritage）次官（* 1965年)
  - ヴワディスワフ・スタシャク （Władysław Stasiak）、ポーランドの政治家、ポーランド大統領府 （Office of the President of the Republic of Poland）長官（* 1966年)
  - パヴェウ・ヴィプィフ （Paweł Wypych）、ポーランドの政治家、ポーランド大統領府国務長官（* 1968年)
- 4月11日 - 川越治子、日本の能楽師（* 1914年)
- 4月11日 - 福田陽一郎、日本の脚本家、演出家（* 1932年)
- 4月11日 - ジャン・ボワトー(Jean Boiteux)、フランスの元競泳選手、ヘルシンキオリンピック自由形金メダル獲得者（* 1933年)
- 4月12日 - ヴェルナー・シュレーター(Werner Schroeter)、ドイツの映画監督、舞台演出家（* 1945年)
- 4月13日 - 中田祝夫、日本の言語学者(日本語学者)、筑波大学名誉教授（* 1915年)
- 4月13日 - 毛利武彦、日本画家（* 1920年)
- 4月13日 - スティーブ・レイド(Steve Reid)、アメリカ合衆国のジャズミュージシャン、ドラマー（* 1944年)
- 4月13日 - 池田啓、日本の動物生態学者、兵庫県立大学教授（* 1949年)
- 4月14日 - ジン・キニスキー、カナダのプロレスラー、第45代NWA世界ヘビー級選手権者（* 1928年)
- 4月14日 - ピーター・スティール(Peter Steele)、アメリカ合衆国のギタリスト（* 1962年)
- 4月15日 - 見掛道夫、日本の実業家、日本プロ野球阪神タイガース元球団社長（* 1921年)
- 4月15日 - 今川乱魚、日本の川柳家（* 1934年)
- 4月15日 - ジャック・ヘラー(Jack Herer)、アメリカ合衆国の政治家（* 1939年)

## （16日 - 30日）
- 4月16日 - 黒川一男、日本の泌尿器科医師、徳島大学名誉教授（* 1922年)
- 4月16日 - 井上武宏、日本の放射線科医師、大阪大学医学部教授（* 1952年)
- 4月17日 - ソティギ・クヤテ(Sotigui Kouyaté)、ブルキナファソ出身のフランスの俳優（* 1936年)
- 4月17日 - 宝生英照、日本の能楽師（* 1958年)
- 4月18日 - 中馬辰猪、日本の政治家、元自由民主党衆議院議員、第39代建設大臣（* 1916年)
- 4月18日 - 与那覇しづ、日本の保健婦（* 1923年）
- 4月18日 - 三栖右嗣、日本の洋画家（* 1927年)
- 4月18日 - アブー・アイユーブ・アル＝マスリー、イラクの聖戦アルカーイダ組織のテロリスト（* 1968年)
- 4月18日 - アブー・ウマル・アル＝バグダーディー、イラクのサラフィー・ジハード主義組織ISILの指導者（* 生年不詳)
- 4月19日 - グールー(Guru)、ヒップホップユニットギャング・スターのMC（* 1966年)
- 4月19日 -  エドウィン・バレロ、ベネズエラのプロボクサー、元世界ボクシング評議会ライト級チャンピオン（* 1981年)
- 4月20日 - ドロシー・ハイト(Dorothy Height) 、アメリカ合衆国の人権運動家（* 1912年)
- 4月21日 - 玉置猛夫、日本の政治家、実業家、元自由民主党参議院議員（* 1914年)
- 4月21日 - フアン・アントニオ・サマランチ、スペインの外交官(旧ソビエト連邦駐箚スペイン特命全権大使)、IOC第7代会長（* 1920年)
- 4月21日 - 多田富雄、日本の免疫学者（* 1934年)
- 4月21日 - ミスター・ヒト（安達勝治）、日本の元大相撲力士、元プロレスラー、トレーナー（* 1942年)
- 4月22日 - 河野高明、日本のプロゴルファー、元日本プロゴルフ協会(PGA)理事（* 1940年)
- 4月22日 - 中野友雄、日本の実業家、北海道電力元会長（* 1916年)
- 4月23日 - 山本則直、日本の能楽師（* 1939年)
- 4月24日 - 田村大三、日本の音楽家、指笛音楽創始者（* 1913年)
- 4月25日 - アラン・シリトー、イギリスの作家（* 1928年)
- 4月25日 - 西条満、日本の振付師（* 1938年)
- 4月26日 - 2代目柳家紫朝、日本の音曲師（* 1929年)
- 4月27日 - 北林谷栄、日本の俳優、声優（* 1911年)
- 4月27日 - 鈴木保、日本の政治活動家、厚木基地爆音防止期成同盟委員長（* 1925年)
- 4月27日 - 庭田範秋、日本の保険学者、慶應義塾大学名誉教授（* 1927年)
- 4月27日 - 沢田としき、日本のイラストレーター（* 1959年)
- 4月28日 - 金仲麟、北朝鮮の政治家（* 1924年)
- 4月28日 - ピエール＝ジャン・レミ(Pierre-Jean Rémy)、フランスの外交官・小説家、アカデミー・フランセーズ席次40（* 1937年)
- 4月29日 - ヨハネス・フリッチェ(Johannes Fritsch)、ドイツのクラシック音楽作曲家（* 1941年)
- 4月30日 - フランツ・バウアー＝トイスル、オーストリアの指揮者（* 1928年)
- 4月30日 - 安藤忠恕、日本の政治家、第16代宮崎県知事（* 1941年)